# (3003) Konček
(3003) Konček ist ein Hauptgürtelasteroid mit einer Umlaufzeit von 5,3 Jahren, der am 28. Dezember 1983 von Antonín Mrkos am Hvězdárna Kleť (Observatorium von Kleť) entdeckt wurde. Der Asteroid wurde nach Mikuláš Konček (1900–1982) benannt, dem Begründer des meteorologischen Instituts von Bratislava.